# L’Île-Perrot
L’Île-Perrot ist eine Stadt im Südwesten der kanadischen Provinz Québec. Sie liegt in der Verwaltungsregion Montérégie, etwa 35 Kilometer westlich des Zentrums von Montreal. L’Île-Perrot gehört zur regionalen Grafschaftsgemeinde (municipalité régionale du comté) Vaudreuil-Soulanges, hat eine Fläche von 5,55 km² und zählt 10.756 Einwohner (Stand: 2016).

## Geographie
Das Gemeindegebiet von L’Île-Perrot liegt im nördlichen Teil der Île Perrot. Diese Insel im Hochelaga-Archipel wird von zwei Mündungsarmen des Ottawa umflossen. Zur Gemeinde gehören auch mehrere vorgelagerte Inseln im Lac des Deux Montagnes, von denen die Île Claude und die Île Bellevue ebenfalls besiedelt sind. Am gegenüberliegenden Ufer des östlichen Mündungsarms liegt die Île de Montréal. Nachbargemeinden auf der Insel sind Notre-Dame-de-l’Île-Perrot im Osten, Pincourt im Südwesten und Terrasse-Vaudreuil im Westen. Jenseits des östlichen Mündungsarms des Ottawa River liegt die Gemeinde Sainte-Anne-de-Bellevue.

## Geschichte
Jean Talon, der erste Intendant von Neufrankreich, übertrug die Insel im Jahr 1672 als Seigneurie an den Offizier François-Marie Perrot, den damaligen Gouverneur von Montreal. Da Perrot wegen seiner Tätigkeit als Regimentskommandant keine Zeit hatte, sich um den Pelzhandel auf der Insel zu kümmern, gab er den nördlichen Teil als Lehen an seinen Leutnant Antoine de La Frenaye de Brucy. Aus diesem Grund trug dieser Teil der Insel bis Mitte des 20. Jahrhunderts den Namen Brucy. 1856 wurde die Eisenbahnstrecke der Grand Trunk Railway zwischen Montreal und Toronto eröffnet, was einen Entwicklungsschub auslöste.
Im Jahr 1855 erfolgte die Gründung der Kirchgemeinde Sainte-Jeanne-Chantal-de-l’Isle-Perrot, welche die gesamte Insel umfasste. Aus dieser wurde 1946 die Gesamtgemeinde Île-Perrot, die jedoch nur wenige Jahre Bestand hatte. 1949 spaltete sich Notre-Dame-de-l’Île-Perrot ab, 1950 Pincourt und schließlich 1952 Terrasse-Vaudreuil. 1955 erlangte die Gemeinde Stadtstatus, seit 2000 ist sie Mitglied des Gemeindeverbandes Communauté métropolitaine de Montréal.

## Bevölkerung
Gemäß der Volkszählung 2011 zählte L’Île-Perrot 10.503 Einwohner, was einer Bevölkerungsdichte von 1889 Einw./km² entspricht. 65,7 % der Bevölkerung gaben Französisch als Hauptsprache an, der Anteil des Englischen betrug 20,5 %. Als zweisprachig (Französisch und Englisch) bezeichneten sich 1,8 %, auf andere Sprachen und Mehrfachantworten entfielen 12,0 %. Ausschließlich Französisch sprachen 28,1 %. Im Jahr 2001 waren 82,5 % der Bevölkerung römisch-katholisch, 5,1 % protestantisch und 7,7 % konfessionslos.

## Verkehr
L’Île-Perrot wird durch die Autoroute 20 (Montreal–Toronto) durchschnitten. Im Zentrumsbereich ist diese Autobahn als Hauptstraße klassifiziert, da es hier drei ebenerdige Kreuzungen mit Ampeln gibt. Über die Pont Galipeault erreicht die Autoroute 20 die Île de Montréal, etwa 5 km weiter nördlich existiert mit der Autoroute 40 eine kreuzungsfreie Autobahn. Nebenstraßen stellen Verbindungen zu den Nachbargemeinden auf der Insel her.
Am nördlichen Stadtrand verlaufen zwei parallele, doppelspurige Eisenbahnstrecken der Canadian National Railway und der Canadian Pacific Railway, mit je einer separaten Brücke über den Ottawa River. L’Île-Perrot besitzt einen Bahnhof an der exo-Vorortseisenbahnlinie, die vom Montrealer Bahnhof Lucien-L’Allier nach Vaudreuil-Dorion und Hudson führt. Die Feinerschließung auf der Insel übernehmen mehrere exo-Buslinien.

## Persönlichkeiten
- Marc Lalonde (1929–2023), Rechtsanwalt und Politiker